# Central Grove Provincial Park
Central Grove Provincial Park är en park i Kanada.   Den ligger i provinsen Nova Scotia, i den sydöstra delen av landet, 800 km öster om huvudstaden Ottawa. Central Grove Provincial Park ligger 54 meter över havet. Den ligger på ön Long Island.
Terrängen runt Central Grove Provincial Park är platt. Havet är nära Central Grove Provincial Park åt sydväst. Trakten är glest befolkad. Närmaste större samhälle är Tiverton, 8,3 km nordost om Central Grove Provincial Park. 